# Крым (пароходофрегат)
«Крым» — колёсный пароходофрегат Черноморского флота России. 
Один из четырёх однотипных пароходофрегатов, заказанных в Англии для нужд Черноморского флота и непосредственно принимавших участие в боевых действиях Крымской войны. 

## История постройки
В июне 1841 года императором Николаем I было принято решение о заказе в Англии четырех пароходофрегатов «с тем, чтобы в военное время можно было их обратить на полезное употребление при флоте». Заказ судов был поручен новороссийскому генерал-губернатору М. С. Воронцову при участии адмирала М. П. Лазарева.
В комиссию по подготовке «Положения о новом пароходном сообщении с Константинополем», располагавшуюся в Одессе, вошли действительный статский советник П. Марини, надворный советник А. Фицарди, представитель торгового дома Штиглица П. Пуль и представитель Черноморского флота капитан-лейтенант А. И. Швенднер, командовавший до этого пароходами «Лиман», «Молния» и «Колхида». Для заказа пароходофрегатов в Англию 11 октября того же года из Петербурга был направлен командира фрегата «Флора» — капитан-лейтенант К. И. Истомин.
Контракт на постройку пароходофрегатов «Крым», «Одесса», «Херсонес» и «Бессарабия» был заключен Морским ведомством России с судостроительной верфью «W. & H. Pitcher» 2 февраля 1842 года. При этом производитель обязался уже к 15 сентября 1842 года построить «Крым» и «Одессу», а к 1 февраля 1843 года закончить строительство «Бессарабии» и «Херсонеса».

## История службы
Пароходофрегат «Крым» был заказан Морским ведомством России на судостроительной верфи «W. & H.Pitcher» в Нордфлите 2 февраля 1842 года.
Был спущен на воду в феврале 1843 года, 6 мая 1843 года вместе с пароходофрегатом «Одесса» прибыл в одесский порт. Поскольку, попав по пути в сильный шторм, получил повреждения в районе гребных колес, был направлен в Николаев для ремонта.
Начиная с 10 июня 1843 года использовался для пассажирских перевозок на линии Одесса—Константинополь под командованием капитан-лейтенанта А. Г. Усова.
В начале Крымской войны пароходофрегат был вооружен и вошел в состав Черноморского флота. Принимал участие в Синопском сражении, после сражения буксировал в Севастополь линейный корабль «Императрица Мария».
Во время обороны Севастополя совместно с пароходофрегатами «Владимир», «Громоносец», «Бессарабия», «Херсонес» и «Одесса» входил в отряд под командованием капитан-лейтенанта Г. И. Бутакова. 30 августа 1855 года «Крым» был затоплен в Северной бухте при оставлении города гарнизоном. После войны при расчистке Севастопольской бухты 8 декабря 1859 года корпус пароходофрегата был поднят и сдан на слом.

## Командиры
Командирами пароходофрегата «Крым» в составе Российского императорского флота в разное время служили:
- капитан 2-го ранга, а с 26 ноября (8 декабря) 1847 года капитан 1-го ранга А. Г. Усов (до 6 (18) декабря 1847 года)[источник не указан 569 дней];
- капитан 2-го ранга Н. Ф. Юрковский (c 6 (18) декабря 1847 года)[источник не указан 569 дней].